# Álsey
Álsey  este o insulă nelocuită de origine vulcanică situată în arhipelagul Vestmannaeyjar din sudul țării. Are o suprafață de circa 0,25 km2.